# 후레아이쇼리키역
후레아이쇼리키역(일본어: ふれあい生力駅)은 일본 후쿠오카현 다가와군 후쿠치정에 위치한 헤이세이 지쿠호 철도 이타 선의 철도역이다. 상대식 승강장 2면 2선의 구조를 갖춘 지상역이다.

## 타는 곳
| 동쪽 | ■ 이타 선 | 하행 | 가나다 · 다가와이타 · 다가와고토지 · 유쿠하시 방면 |
| 서쪽 | ■ 이타 선 | 상행 | 노가타 방면                                        |

## 이용 현황
- 2015년도 기준 : 197명

## 역 주변
- 후쿠치 정 도서관 · 역사 자료관
- 아카이케 뉴타운
- 후쿠치 정립 종합 보건 시설 코스모스 (코스모스 진료소 · 보건 복지 센터)
- 후쿠치 정민 구장

## 인접 역
| 헤이세이 지쿠호 철도 ■ 이타 선 | 헤이세이 지쿠호 철도 ■ 이타 선 | 헤이세이 지쿠호 철도 ■ 이타 선 |
| ------------------------------ | ------------------------------ | ------------------------------ |
| 이치바 노가타 방면             | ■ 이타 선                      | 아카이케 다가와이타 방면       |